# Jacek Łączyński
Jacek Łączyński (ur. 20 marca 1963) – polski koszykarz, obrońca, po zakończeniu kariery sportowej trener koszykarski oraz osobisty, dziennikarz oraz komentator (TVN, Canal+ Sport, Sport Klub, Orange Sport).
Jego syn Kamil jest także koszykarzem.
Jako pierwszy polski koszykarz w historii oddał celny rzut za 3 punkty (1984). Miało to miejsce podczas Turnieju Wyzwolenia w starej hali Znicza Pruszków.
W latach 1997–1999 prowadził program o koszykówce pt. "Rzut za 3", w stacji TVN. Asystował mu młodociany wtedy aktor Bartosz Obuchowicz.

## Osiągnięcia
Indywidualne
- Zaliczony do I składu najlepszych zawodników polskiej ligi (1991)

Reprezentacja
- Uczestnik kwalifikacji olimpijskich (1988)[4]

Trenerskie
- Mistrzostw Polski Juniorów (1999)[5]
- Wicemistrzostwo Polski Kadetów (1997)[5]
- Asystent trenera podczas mistrzostw Europy U–18 (2005 – 15. m.)